# Silas Kpanan'Ayoung Siakor
Silas Kpanan'Ayoung Siakor (* 1970 in Liberia) ist ein liberianischer Umweltschützer und Menschenrechtsaktivist. Für seinen Kampf um den Erhalt der liberianischen Regenwälder gründete er das Sustainable Development Institute of Liberia.

## Leben
Der 1970 in Liberia geborene Silas Siakor arbeitet seit den 1990er Jahren als Forstaufseher im tropischen Regenwald Liberias. Während des Zweiten Liberianischen Bürgerkrieges wurden die Devisenkonten der liberianischen Regierung von Charles Taylor auf Grund internationaler Sanktionen gesperrt, Taylor nutzte fortan illegale Handelsgeschäfte (Blutdiamanten, Goldverkäufe), um an Devisen zu kommen. Eine weitere Einnahmequelle war der Handel mit Tropenholz, hierzu verkaufte Taylor Konzessionen an eine Holzhandelsgesellschaft aus Malaysia. Der damit beginnende Raubbau im tropischen Regenwald hatte auch Folgen für die dort lebende indigene Bevölkerung, meist wurden die Orte überfallen, um die Bewohner vor Beginn der Fällarbeiten aus dem Gebiet zu vertreiben.
Von ursprünglich 727.900 Quadratkilometern wurde der liberianische Regenwald in den vergangenen Jahrzehnten auf knapp ein Zehntel seiner ursprünglichen Größe reduziert. Als Forstaufseher erkannte Siakor den immensen Schaden und begann im Jahr 2000 gegen den Raubbau vorzugehen. Er sammelte Daten und überprüfbare Belege für diese illegalen Praktiken, am 6. Mai 2004 wurde durch die UNO – auch dank seiner Berichte – ein Holzhandelsembargo über Liberia verhängt. Siakor wurde bedroht und er floh mit seiner Familie außer Landes.
Nachdem Taylor das Land verlassen hatte, bestanden die Holzkonzessionäre auf ihren Verträgen und setzten die Abholzaktionen fort. Siakor und weitere Umweltaktivisten informierten internationale Umweltschutz-Organisationen, sie gründeten das Sustainable Development Institute of Liberia als erstes Umweltschutz-Büro in Liberia. In der Folge wurden Teile des Landes als Naturschutzgebiete ausgewiesen, die Flächen für den Holzeinschlag wurden nachreglementiert.
Für seinen erfolgreichen Kampf zum Schutz der Regenwälder Liberias bekam Siakor 2006 in San Francisco den Goldman Environmental Prize überreicht.